# Не спи (фільм)
«Не спи» (англ. Don't Sleep) — американський фільм жахів 2017 року у жанрі фантастики, сценаристом і режисером якого став Рік Бібер, а в головних ролях — Домінік Шервуд, Чарлбі Дін, Джилл Геннессі, Дреа де Матео, Алекс Рокко в його останньому фільмі перед смертю в 2015 році та Кері Елвіс .

## Сюжет
Двоє молодих закоханих Шон та Зак переїжджають разом у гостьовий будинок у маєтку, що належить містеру та місіс Маріно. Коли починають відбуватися дивні події з дедалі більшою небезпекою, Зак повільно згадує забуті спогади свого дитинства, коли він страждав від того, що здавалося важким і жорстоким психозом — спогади, стерті серією електрошокових терапій, які проводив його психіатр. Оскільки жахи, що оточують їхні життя, набувають смертоносних масштабів і гинуть невинні люди, Зак змушений поставити під сумнів що він це розуміє і побоюватися за безпеку Шон. Коли загроза психотичної поведінки перетворюється на можливість одержимості демонами, Зак стикається з жахливою реальністю, яку він ніколи раніше не міг уявити.

## У ролях
- Дреа де Матео — Джо Маріно
- Кері Елвес — лікар Річард Соммерс
- Домінік Шервуд — Зак Бредфорд
- Чарлбі Дін — Шон Едмон
- Джил Геннессі — Сінді Бредфорд
- Алекс Рокко — пан Маріно
- Алекс Картер — Вінс Маріно
- Ендрю Льюїс Колдуелл — Тіммі Мікельсен (у титрах: Andrew Caldwell)
- Сінклер Шефер — Хрест Ліла
- Деш Вільямс — Зак (у дитинстві)
- Хлоя Ноель — молода дівчина
- Мюріель Майнот — сліпа жінка
- Марем Хасслер — Сенді Соммерс
- Рашель Бланко — мама молодої дівчини
- Ілля Діттерсдорф — закатована жертва
- Раян Кросс — Ейдан Коннорс
- Аарон Арнольд — медичний працівник
- Крістіан Кейдж — медичний працівник

## Сприйняття
Фільм отримав рейтинг 9 % на агрегаторі рецензій Rotten Tomatoes на основі одинадцяти рецензій із середнім рейтингом 4,39/10. Джеффрі М. Андерсон із Common Sense Media присудив фільму одну зірку з п'яти. Саймон Абрамс з RogerEbert.com нагородив фільм двома зірками.